# Pavol Hamžík
Pavol Hamžík (Trencsén, 1954. augusztus 20. –) szlovák politikus, volt integrációs (1998–2001) és külügyminiszter (1996–1997), 2018 óta Szlovákia budapesti nagykövete.

## Pályafutása
1973-ban érettségizett Trencsénben, majd a Comenius Egyetem jogi karán szerzett diplomát 1978-ban. Ezt követően jogászként dolgozott 1984-ig, amikor belépett a Csehszlovák Külügyminisztérium kötelékébe. Első kiküldetése 1991-ig Dániába szólította beosztott diplomataként. 1992-ig az EBESZ-hez delegált szlovák küldöttség tagja volt Ausztriában, majd a délszláv háborúval kapcsolatos leszerelési tárgyalások szlovák delegációjának vezetője volt, több missziót teljesítve Koszovóban és a Vajdaságban. 1994 és 1996 között Szlovákia bonni nagykövete volt, megbízatását kormányzati kinevezése miatt szakította meg, ugyanis a második Mečiar-kormányban 1996. augusztus 27-én Juraj Schenket váltva külügyminiszterré nevezték ki. A külügyi tárca vezetőjeként első hivatalos látogatásán Magyarországra utazott 1996. szeptember 18-án. Szlovákiában  1997 májusában tartottak népszavazást az ország NATO-tagságáról, mely azonban a társadalom érdektelenségébe fulladt, a részvételi arány nem érte el a tíz százalékot, ezért Hamžík május 26-án beadta lemondását, amit Mečiar elfogadott. Az új külügyminiszter Zdenka Kramplová lett.
1998-ban Rudolf Schuster kassai polgármesterrel új pártot alapítottak, Polgári Megértés Pártja néven (SOP, Strana občianskeho porozumenia). Hamžík mint alelnök az 1998-as szlovákiai parlamenti választáson pártja listájának második helyén volt, és a SOP is egyike lett annak a négy pártnak, melyek kormányt alkothattak, melyben Hamžík az európai integrációért felelős kormányalelnöki (miniszterelnök-helyettesi) pozíciót kapta.
2001-ben azonban egy korrupciós botrány elsodorta őt is: hivatalának egy kormánytisztviselője visszaéléseket követett el uniós forrásokkal, és bár Hamžíkot értesítette erről az EU bővitési főigazgatója, sőt, április elején le is állították a finanszírozást az ügy tisztázásáig, ezeket az információkat nem adta tovább a kormánynak. Így bár Hamžík nem volt érintett a korrupciós ügyben, annak politikai felelősségét vállalnia kellett volna. Miután erre nem volt hajlandó, Mikuláš Dzurinda felkérte Rudolf Schuster államelnököt, hogy mentse fel posztjából Hamžíkot, amire 2001. május 4-én került sor. A SOP pártelnöki tisztségét ugyanakkor megőrizhette.
A Polgári Megértés Pártjáról hamarosan kiderült, hogy lényegében "egyszemélyes párt", melynek egyetlen funkciója volt az akkoriban népszerű Schustert államelnöki pozícióba juttatni. Miután ez 1998-ban megtörtént, a szervezet ugyan formailag létezett, sőt, a kormánykoalíciót alkotó egyik tényező volt, lényegében kiüresedett. A 2002-es szlovákiai parlamenti választáson annak ellenére is két százalék alatti eredményt értek el, hogy a Demokratikus Baloldal Pártja nevű formációval közösen indultak.
Hamžík 2002-től 2006-ig jogászként, vállalatvezetőként dolgozott, 2006 2009 között Robert Fico miniszterelnök külpolitikai tanácsadója volt. 2009 és 2013 között Szlovákia ukrajnai nagykövete, majd 2014-18 között energiabiztonsági tanácsadója volt Ficónak. 2018. július 9-én nevezték ki magyarországi nagykövetnek, posztján Rastislav Káčert váltotta, megbízólevelét 2018. szeptember 5-én adta át.